# Old Royal Naval College
El Old Royal Naval College es el centro arquitectónico de Maritime Greenwich, declarado Patrimonio de la Humanidad en Greenwich, Londres, nombrado por la Organización de las Naciones Unidas para la Educación, la Ciencia y la Cultura (Unesco) como de "valor universal excepcional" y se considera que ser el "mejor conjunto arquitectónico y paisajístico de las Islas Británicas". El sitio es administrado por la Greenwich Foundation para el Old Royal Naval College, creado en julio de 1998 como una organización benéfica registrada para "cuidar estos magníficos edificios y sus terrenos en beneficio de la nación". Los terrenos y algunos de sus edificios están abiertos a los visitantes. Los edificios fueron construidos originalmente para servir como el Royal Hospital for Seamen en Greenwich, ahora conocido generalmente como Greenwich Hospital, que fue diseñado por Christopher Wren y construido entre 1696 y 1712. El hospital cerró en 1869. Entre 1873 y 1998 fue el Royal Naval College, Greenwich. 

## Orígenes del sitio

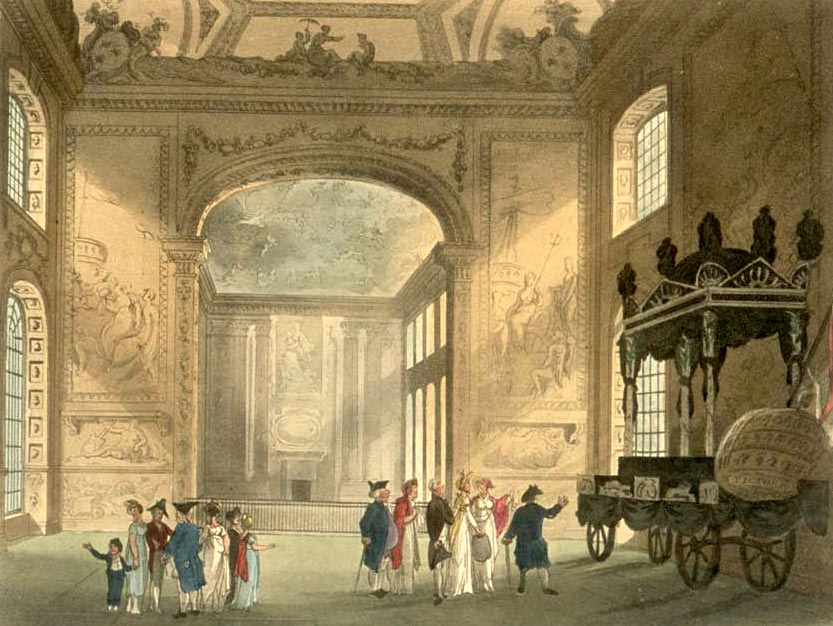
The Painted Hall of Greenwich Hospital según lo dibujado por Augustus Pugin y Thomas Rowlandson

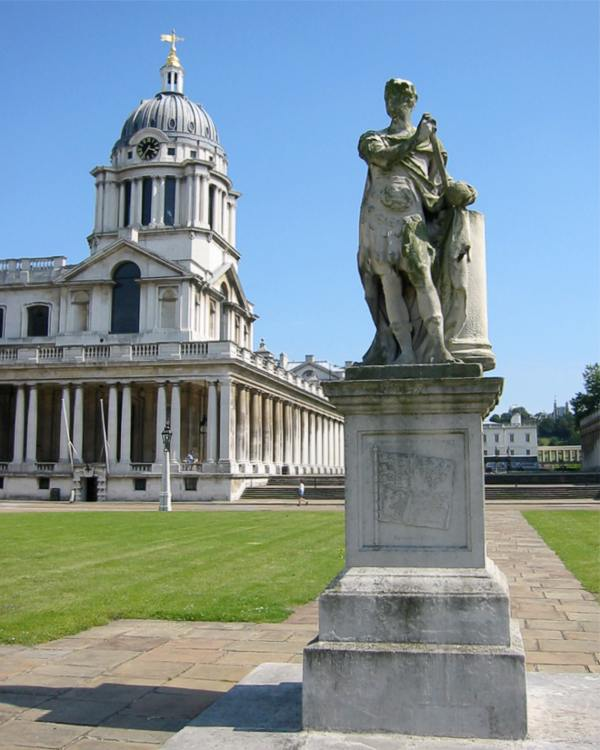
George II (1735) de John Michael Rysbrack en la Grand Square del Greenwich Hospital

Este fue originalmente el sitio de Bella Court, construido por Humphrey, duque de Gloucester, y posteriormente renombrado como Palacio de Placentia por Margaret of Anjou, esposa de Enrique VI, luego de su confiscación. Reconstruida por Enrique VII, fue desde entonces más comúnmente conocida como Greenwich Palace. Como tal, fue el lugar de nacimiento de los monarcas Tudor Enrique VIII, María I y Isabel I, y supuestamente el palacio favorito de Enrique VIII. El palacio cayó en mal estado durante la guerra civil inglesa . Con la excepción del edificio incompleto de John Webb, el palacio fue finalmente demolido en 1694. 

## Hospital de Greenwich
En 1692, el Royal Hospital for Seamen en Greenwich fue creado en el sitio siguiendo las instrucciones de María II, quien se había inspirado al ver a marineros heridos que regresaban de la batalla de La Hogue. Destacados arquitectónicos incluyeron la capilla y el salón pintado (The Painted Hall) fue pintado entre 1707 y 1726 por Sir James Thornhill. El hospital se cerró en 1869 y los restos de miles de marineros y oficiales se retiraron del sitio del hospital en 1875 y se reenviaron en East Greenwich Pleasaunce o "Pleasaunce Park".

## Royal Naval College, Greenwich

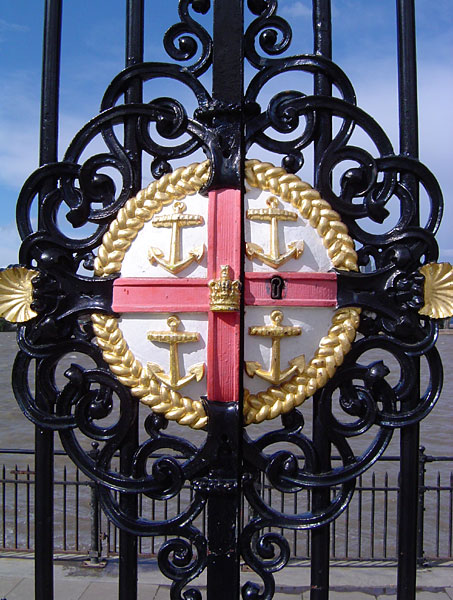
Placa del Royal Hospital en la puerta de agua del Royal Naval College

En 1873, cuatro años después del cierre del hospital, los edificios se convirtieron en un establecimiento de entrenamiento para la Royal Navy. La Royal Navy finalmente dejó el Colegio en 1998 cuando el sitio pasó a manos de la Fundación Greenwich para el Antiguo Colegio Real Naval. 

## Fundación Greenwich para el Antiguo Colegio Naval Real
Desde 1998, el sitio ha recibido una nueva vida a través de una combinación de nuevos usos y actividades, y un resurgimiento del sitio histórico anterior bajo la administración y el control de la Fundación Greenwich. Los edificios son de grado I enumerado. En 1999, algunas partes de Queen Mary y King William, y la totalidad de Queen Anne y Dreadnought Building fueron arrendadas por 150 años por la Universidad de Greenwich. En el 2000, el Trinity College of Music arrendó la mayor parte del rey Carlos. Esto creó una nueva mezcla educativa y cultural única. 
En 2002, la Fundación realizó su objetivo de abrir todo el sitio a los visitantes. Abrió el Salón Pintado, la Capilla y los terrenos y un Centro de Visitantes al público todos los días, de forma gratuita, con visitas guiadas disponibles. El Old Royal Naval College se abrió a estudiantes y visitantes de todas las edades y nacionalidades acompañados a menudo por música que proviene de Trinity College. Como escribió Nathaniel Hawthorne en 1863, "las personas son tarde o temprano los herederos legítimos de la belleza que crean los reyes y las reinas".
En 2005, la sala donde se guardaba el ataúd de Nelson antes de su colocación en el estado se abrió como la Sala Nelson. La pequeña habitación lateral contiene una estatua de Nelson que reproduce la de Trafalgar Square, recuerdos, pinturas e información. Se puede ver en una de las visitas guiadas que también incluyen una visita a las gradas, la antigua bolera y la cripta. Un servicio se lleva a cabo en la capilla todos los domingos a las 11 a. m. y está abierto a todos. Los conciertos públicos se celebran regularmente aquí y una gran variedad de eventos culturales y de negocios se llevan a cabo en el Painted Hall. El área es utilizada por visitantes, estudiantes, gente local y equipos de filmación en un entorno sin tráfico que ofrece una variedad de cafeterías, bares y restaurantes, todos incorporados dentro de los edificios antiguos, como parte de una combinación única "antigua y moderna". Que apoyan la vida del siglo XXI en Greenwich.
El Old Royal Naval College y el sitio del Patrimonio de la Humanidad "Maritime Greenwich" se están convirtiendo en puntos focales de una amplia gama de actividades empresariales y comunitarias. El Trinity College of Music ofrece una amplia gama de músicos y conjuntos sobre una base comercial subvencionada para tocar en eventos en todo el Este de Londres y más allá, parte de su política de "alcance" de negocios y comunidad fomentada y financiada en parte por el Consejo de Financiación de la Educación Superior.
El sitio se utiliza regularmente para filmar programas de televisión, anuncios de televisión y películas. Las producciones incluyen Patriot Games, donde se filmó un ataque a un miembro de la familia real ficticia, Lord Holmes, así como a los Caballeros de Shanghai, y una campaña publicitaria televisiva de 2006 para el minorista británico de comida y ropa Marks & Spencer. Otras películas incluyen Four Weddings and a Funeral, The Madness of King George, The Mummy Returns, The Avengers (1998) y Lara Croft: Tomb Raider (2001). 
El rodaje más reciente ha incluido Spooks, el drama de espionaje de la televisión de la BBC, y la dramatización de Little Dorrit, la película Eastern Promises de David Cronenberg, la adaptación cinematográfica de Northern Lights and The Wolf Man de Philip Pullman (2009). Los terrenos se utilizaron ampliamente durante el rodaje de Amazing Grace de 2006, y Sherlock Holmes: A Game of Shadows and Pirates of the Caribbean: On Stranger Tides en 2011. Las escenas se rodaron en los terrenos de The King's Speech, donde el sitio se duplicó para el Palacio de Buckingham, y The Dark Knight Rises, donde se duplicó para un café en las escenas finales de la película. En abril de 2012, el sitio se usó para las escenas icónicas de barricadas en la adaptación cinematográfica del musical Les Miserables. En octubre de 2012, la universidad se utilizó para filmar Thor: The Dark World. En octubre de 2013, la universidad se usó como un set para The Man from UNCLE. También la película de Guy Richie, Revolver, filmó una escena allí.

## Proyecto de salón pintado
En 2014, el Old Royal Naval College anunció que se estaba embarcando en la siguiente etapa de sus ambiciosos planes para restaurar el Painted Hall. Durante tres años se conservarán 3.700 m 2 de la obra maestra de Thornhill. El proyecto de conservación se centrará en el Salón inferior (el Salón superior se conservó en 2013). El proyecto, que se completará en 2019, incluye una serie única de "recorridos por el techo" públicos que permiten a los miembros del público acercarse al techo pintado y ver a los conservadores en funcionamiento. En marzo de 2019, la sala reabrió al público.

## Galería

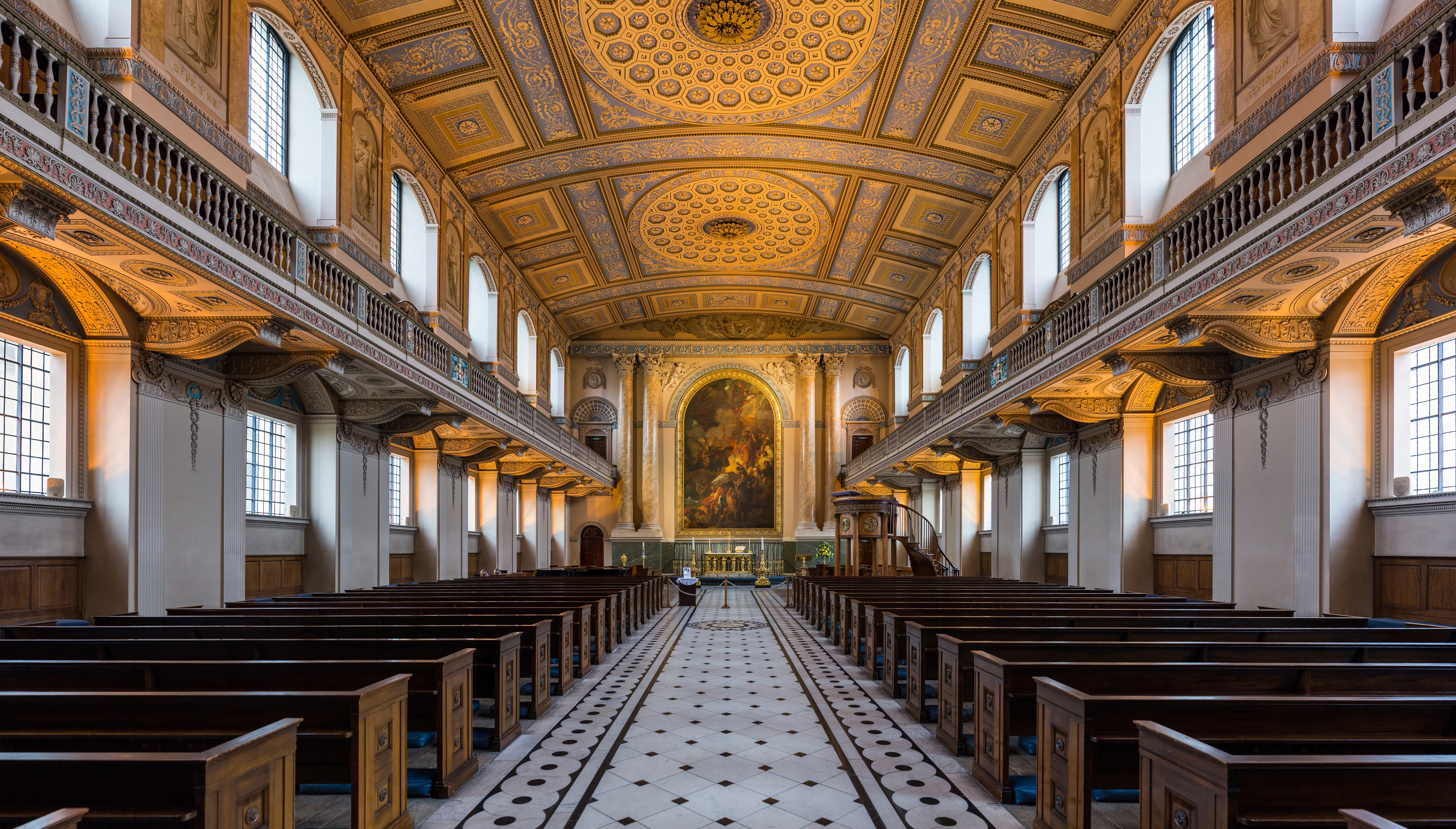
Capilla
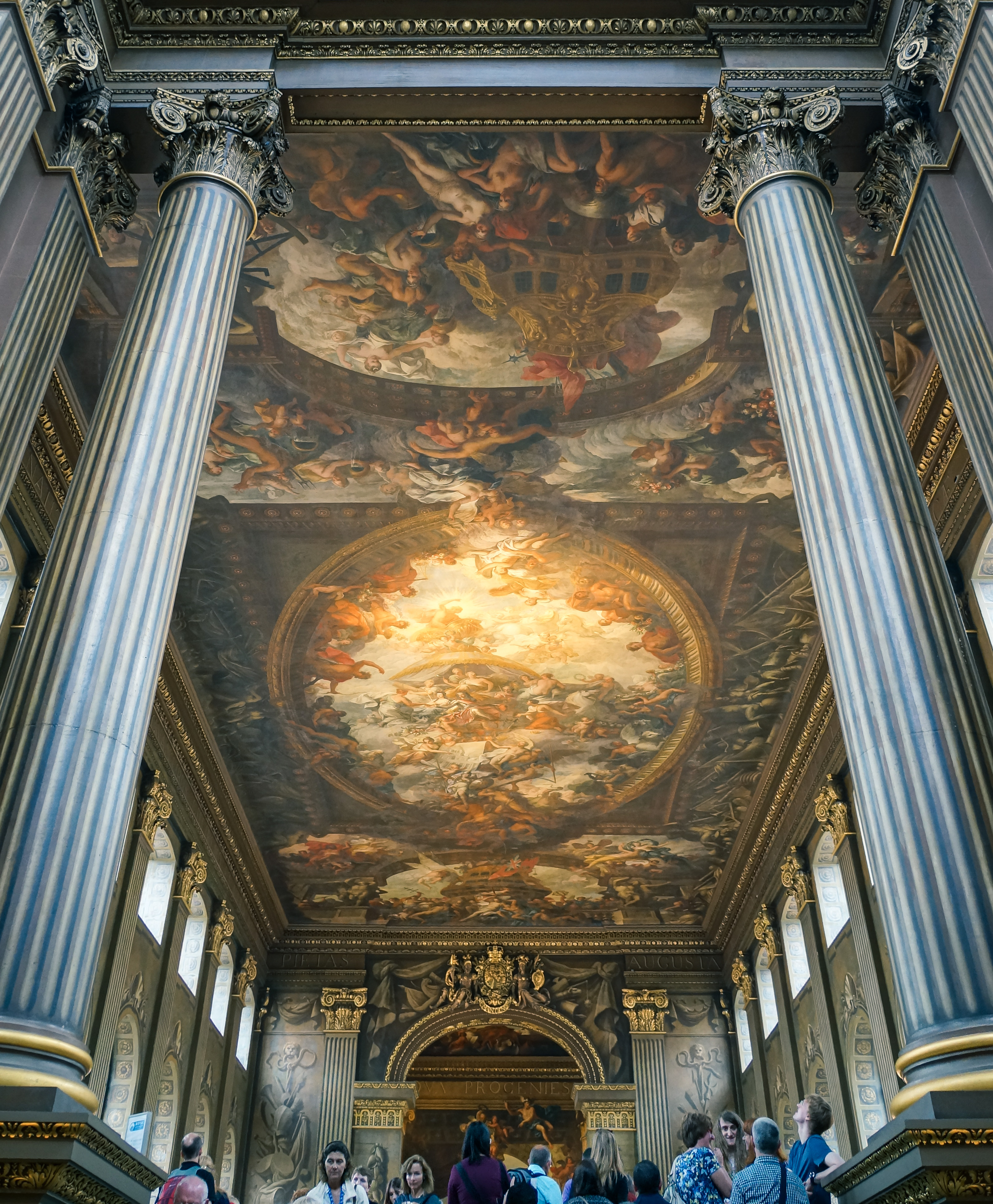
Sala pintada desde su portal.
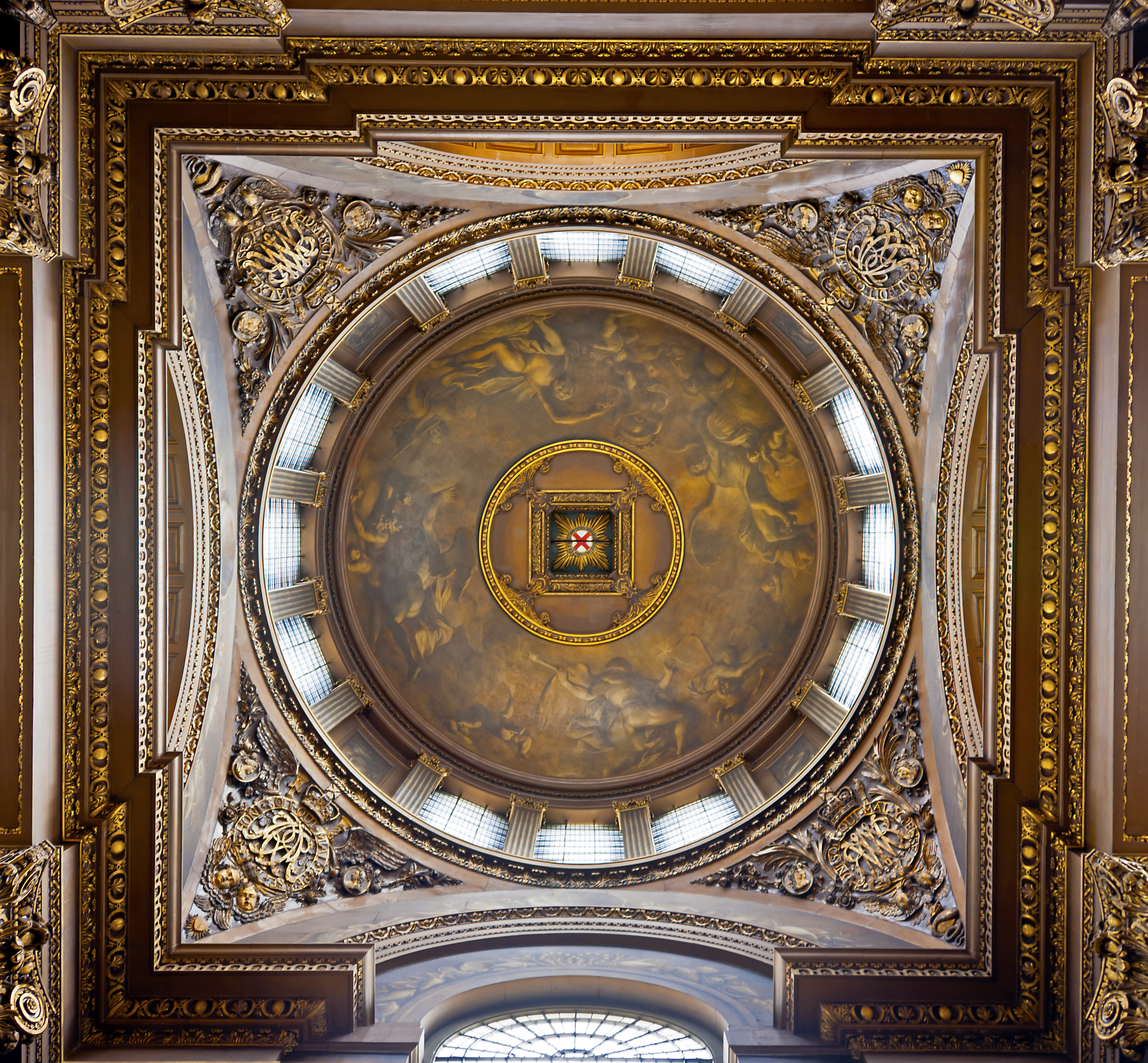
Techo del vestíbulo
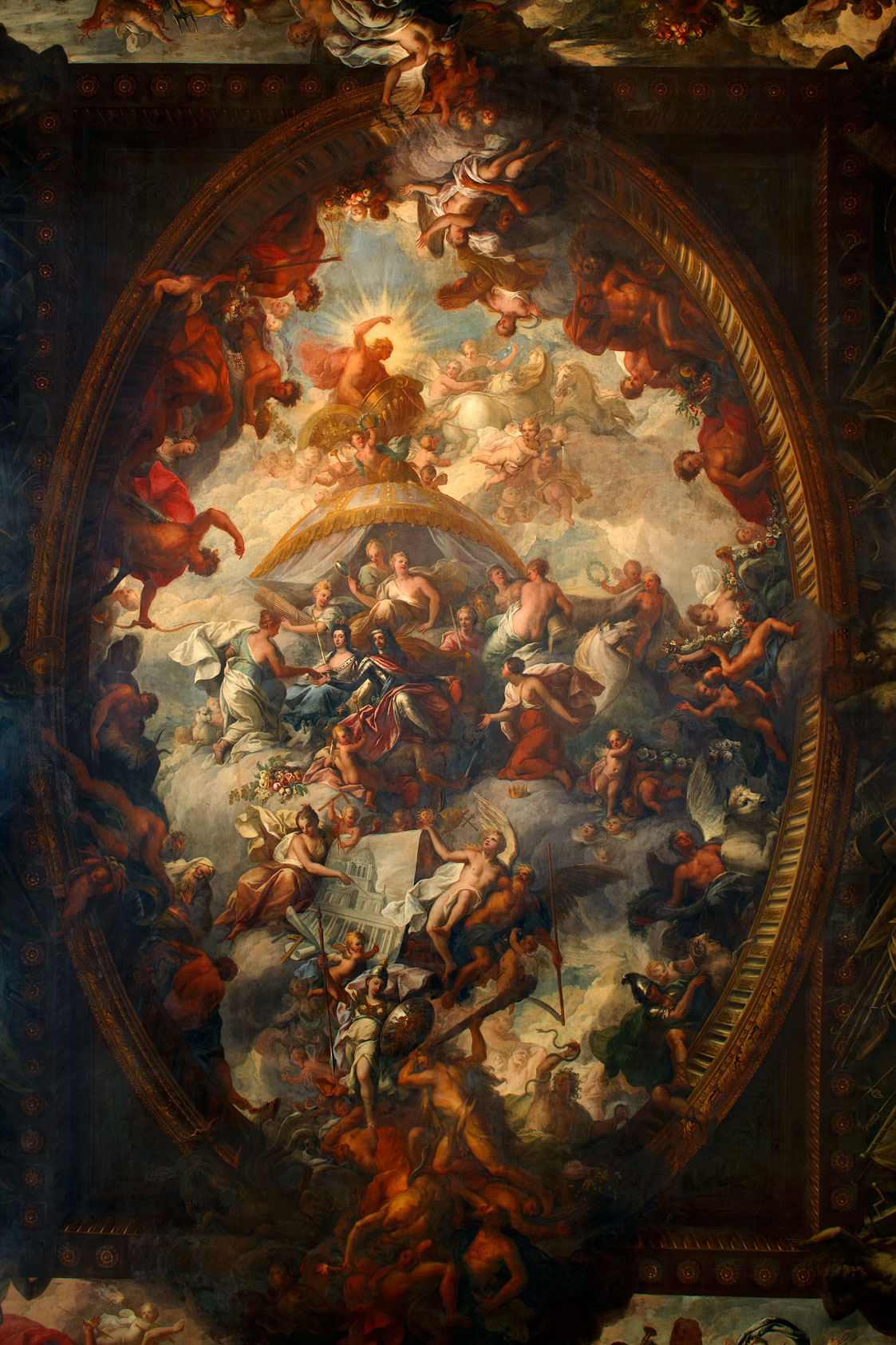
Detalle del pasillo inferior oval central.
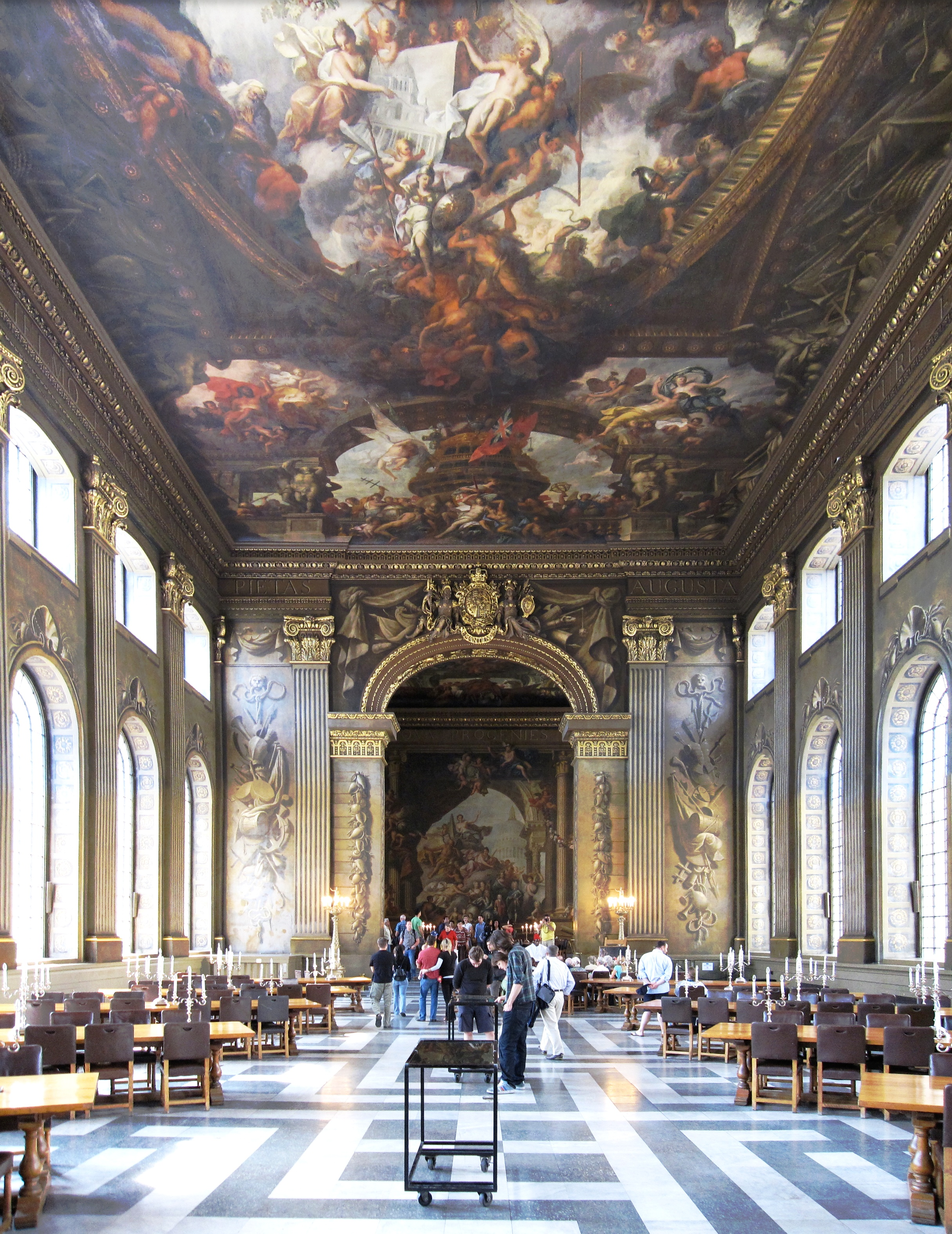
Pasillo inferior